# サファイア (リボンの騎士)

大泉アニメゲートに設置されている「ねりまアニメ年表」の一コマ。サファイアが描かれている。

サファイアは手塚治虫の漫画、およびそれを原作とするアニメ『リボンの騎士』に登場する架空の人物で、同作の主人公である。

## 人物

### リボンの騎士
黒髪の美少女サファイア（サファイヤの版もあり）はシルバーランドの王室の正嫡の女子（年齢は漫画では少女クラブ版は12歳、なかよし版は15歳。アニメでは12歳。）として生まれたが、出生前に天使チンクが天上で起こした悪戯により男女両方の心を持って生まれた。 この国の掟では男性だけが王位継承権を持つため、自分の息子を王位に付けることを狙うジュラルミン大公を欺くために、王とその側近により世間を欺き王子であることにして育てられる。舞踏会では身分を隠すためにかつらを被り、亜麻色の髪の乙女となる。事故により国王が崩御したことによりサファイアが王位を継承する式典の中で、ジュラルミン一派の謀略によって実は王子ではないことが暴露されてしまう。罪人として母である太妃と共に棺桶塔に幽閉されたが、こっそりと隙を見て抜け出してはリボンの騎士に扮して国民に圧政を強いるジュラルミンと戦う。
以降、母国・シルバーランドを乗っ取ろうとするジュラルミン一派や「女としての心」を奪おうと狙う魔女（アニメ版の悪魔は男の心を狙う）を向こうにして戦うことになる。しかし戦いの中で結局はシルバーランドを追われ、時に隣国にして敵対国でもあるゴールドランドに囚われることにもなった。
後に亜麻色の髪の乙女として出会った永遠の恋人フランツ・チャーミング王子（ゴールドランドの王位継承者）をめぐり物語が展開。彼の助力とシルバーランドに在していた彼女の支持者の協力を得て男性のみの王位継承を撤回させてシルバーランドの最初の女王として即位。後に紆余曲折を経てフランツと結婚してシルバーランドとゴールドランドの対等な平和的併合を果たした。
なお、原作である『少女クラブ』版とリメイク作である『なかよし』版とでは、以下の点が異なる。
『少女クラブ』版では亜麻色の髪の乙女＝サファイアという疑いを持ったフランツの手によって逃がされ、彼と互いの身分を隠したまま、ひとつ屋根の下で過ごす期間を持つ。また、メフィストと契約してウサギ・馬・花に変身する能力を得たことも。女王として即位した後、フランツのおじが勝手に軍を動かしてシルバーランドを攻撃してきた事態にフランツとともに協力して対応することになる。フランツたちの協力で、強硬派であるフランツのおじを拉致。フランツとサファイアとおじと3人で生活し、自身の人物を見てもらい、フランツのおじに結婚の許しを得て、これをもって両国の和平と平和的併合の筋道を作る。
『なかよし』版では、逃亡の途中で海賊ブラッド（実は政争の果てに故国ゴールドランドを追われたフランツの実兄）と出会う。彼とフランツの両方より求愛されるが、シルバーランドのごたごたでその両方に応えられぬまま、ジュラルミン一派の一人、ナイロン卿の手により瀕死の重傷を負う。ブラッドの命を懸けた活躍により、命を完全に失うことは逃れるが、その代わりにブラッドは死亡。仮死状態となったサファイアを目覚めさせるため、フランツは美の女神・ヴィーナスに、その生還を請う。しかしヴィーナスはフランツに惚れてしまい、サファイアは彼女の嫉妬を買うこととなるが、サファイアを守ってきたチンクらの応援もあり苦難を乗り越えてフランツと結ばれる。

### 双子の騎士
フランツと結婚して後、彼との間にデージィとビオレッタという男女の双子を儲けて、2児の母となる。しかし、再び巻き起こった国の覇権をめぐる騒動に巻き込まれ、デージィが行方不明となる。サファイアはこのことを国民から隠すため、娘のビオレッタにかつての自分と同じく男女の二重生活を強いてしまい、この事に心を痛めるようになる。
そして騒動はついに側近・ダリヤ公爵の政治的な反乱という形で破綻をきたし、娘のビオレッタともども城の塔に幽閉される。悲しむビオレッタに力を与え、自ら生きられるようにするため、彼女に剣を教え鍛え上げて「リボンの騎士」の後継者とした。その後、ビオレッタは見事にその役目を果たし「2代目リボンの騎士」として行方不明の兄・デージィを探し出し、彼とともにサファイアたちを助け出すことになる。
一方でサファイア自身は助け出される寸前にダリヤによって毒を飲まされ、仮死状態に追い込まれる事となる。母の死に涙するビオレッタだったが、ほかならぬサファイア自身は自らの心臓の拍動を取り戻し、自らがまだ生きていることを無言で娘に伝え、ビオレッタに「解毒剤を与えれば生き返る」という希望を与えた。

### その他
2009年4月25日、手塚が少年時代を過ごした兵庫県宝塚市より特別住民票の交付を受けた。手塚作品の登場人物に対する特別住民票の交付は埼玉県新座市のアトムに続き2例目。
また宝塚市観光大使の名称として『リボンの騎士「サファイア」』が用いられている。

## 登場作品と設定の差異

### リボンの騎士シリーズ
作品における手塚によるスター・システムでの登場時の人物像の大元。詳細は上記および各作品の項目を参照。
『リボンの騎士』（少女クラブ版・なかよし版）
主人公。王子を演じねばならず、自らの社会的立場や恋愛においてジレンマを抱える少女。
『双子の騎士』
主人公であるビオレッタの母親。落ち着きと気品、優しさや静かな強さを持つ女性。娘に背負わせてしまった運命を嘆きながら、それでも自らと同様の境遇に陥った娘に自身の「全て」を受け継がせる。
『リボンの騎士』（少女フレンド版）
ストーリー原案は手塚治虫、作画は北野英明。単行本化されていない。
『サファイア リボンの騎士』（シナリオ：高橋ナツコ / 作画：花森ぴんく）
リメイク作品の一つであり、主人公の遠い祖先として第1話扉にシルエットと名前のみ登場する。
『RE:BORN〜仮面の男とリボンの騎士〜』（シナリオ：神楽坂淳・作画：フカキショウコ）
リメイク作品の一つであり、本来はプラスチックに授かるはずだった男の心を持って生まれたことが原因で、王子として育てられた姫として登場する。

### ブラック・ジャック
『リボンの騎士』と同じ作者の『ブラック・ジャック』では従来以上に積極的なスターシステムの採用により、同作者作品の様々なキャラクターが別設定で幾度も登場する。サファイアもこの例に漏れず、いくつかの話にそれぞれ別設定で登場している。
括弧内は役名。物語の主役およびキーパーソンとして登場する話は役名を太字で表記する。
- 第4話「アナフィラキシー」（看護婦）
戦火の耐えない、とある軍事国家の病院の看護婦。ブラック・ジャックが手術した患者の担当看護婦。
- 第15話「ダーティー・ジャック」（保母）
園児たちとの遠足の最中、園のバスの後方を走っていたブラック・ジャックとともにトンネル崩落事故に巻き込まれる。事故の中で最後まで子どもたちを元気付けて守ろうとした。
- 第49話「二つの愛」（有馬律子）
交通事故で若き寿司職人の両腕を奪ってしまい、その代わりとなるため彼の弟子となる元トラック運転手の妻を演じた。なお、元トラック運転手の夫・有馬明役を演じたのは『リボンの騎士・なかよし版』でフランツの恋敵役として登場した海賊ブラッドである。
- 第94話「サギ師志願」（力の母）
川崎病の子どもの母親。家はしがない一般労働者で金が無く、子どもを医者に診せるかどうかで、それを反対する夫とケンカになる。
- 増刊「U-18は知っていた」（患者）
コンピュータによる診断治療システム『U-18』によって眠らされた患者の一人。
- 第212話「ある女の場合」（ホームの女性）
ホームで倒れてブラック・ジャックに助けられた女性。その時は金が無かったが、後に金持ちと結婚したため、手術料を支払おうとする。しかし、女性の考え方・価値観が原因でブラック・ジャックはそれを拒否する。
- 『ブラック・ジャック NEO』
田口雅之によるブラック･ジャックのリメイク漫画。第1話、第2話の「サファイアの隠し事」（前編、後編）に登場する。なお、本作にはサファイアの主治医としてお茶の水博士も出演している。

補足
手塚は、どろろを少年役で出演させるのに対し、サファイアは完全に女性役のみで出演させている。

### その他
テレビ東京開局35周年記念番組 ドラマ「永遠のアトム・手塚治虫物語」（1999年4月15日）
劇中アニメに登場。
アニメ『手塚治虫が消えた!? 20世紀最後の怪事件』
容疑者の一人として登場。原作とは異なり女性らしさが強調されている。
アニメ『海底超特急マリンエクスプレス』
太古のムー帝国の王女。
アニメ『鉄腕アトム』
27話『ブラック・ジャックの大作戦』でロックが怪我を負わせてしまった王女。ここでも王子のふりをしていたが、彼女の手術をしたブラック･ジャックに嘘はいけないと諭され、自分が女であることを自白する。
漫画『＃こんなブラック・ジャックはいやだ』
つのがいによる手塚プロ公認のパロディ漫画。5巻にヘケートとともに当人として登場。手塚プロ全キャラ集合時以外眠っているという設定で、いつも眠っているのでヘケートに『依存の騎士』と呼ばれ愛想をつかされてしまう。それまでの話にもモブとしてヘケート共々登場している。

## サファイアを演じた人物
声優
- 太田淑子 - テレビアニメ版、『海底超特急マリンエクスプレス』、『手塚治虫アカデミー大賞』
- 白石冬美 - テレビアニメ・パイロット版
- 岡本茉利 - 『鉄腕アトム』（アニメ第2作）
- 冬馬由美 - KYOTO手塚治虫ワールド上映版、『手塚治虫が消えた!? 20世紀最後の怪事件』
- 高橋和枝 - ラジオドラマ版
- 水樹奈々 - リメイク作品『RE:BORN〜仮面の男とリボンの騎士〜』の2014年ドラマCD版

俳優
- 高橋愛 - 2006年ミュージカル版
- 生田絵梨花（元乃木坂46） - なかよし60周年記念公演ミュージカル